# Nasrat Al Jamal
Nasrat Al Jamal (en árabe: نصرت زكي الجمل‎; Naqoura, Líbano; 1 de julio de 1980) es un futbolista de Líbano que juega en la posición de centrocampista y que actualmente milita en el Okhwa Kharayeb de la Tercera División de Líbano.

## Carrera

### Club
| Periodo   | Club                |
| --------- | ------------------- |
| 1998–2004 | Tadamon Sour        |
| 2004–2014 | Al Ansar Beirut     |
| 2010–2011 | → Dohuk FC (cedido) |
| 2014–2015 | Chabab Ghazieh SC   |
| 2015–2016 | Al Abbasiyah SC     |
| 2016–2018 | Tadamon Sour        |
| 2020–     | Okhwa Kharayeb      |

### Selección nacional
Jugó para Líbano en 30 ocasiones de 1999 a 2009 y anotó tres goles; participó en la Copa Asiática 2000 y en los Juegos Asiáticos de 2002.

## Logros

### Club
Tadamon Sour
- Lebanese FA Cup: 2000–01

Ansar
- Lebanese Premier League: 2005–06, 2006–07
- Lebanese FA Cup: 2005–06, 2006–07, 2009–10, 2011–12
- Lebanese Super Cup: 2012

Dohuk
- Iraqi Premier League: 2009–10

### Individual
- Mejor jugador joven de la Liga Premier de Líbano: 1998–99[6]
- Equipo ideal de la Liga Premier de Líbano: 2001–02,[7] 2004–05[8]

## Estadísticas

### Goles con selección nacional
| N.º | Fecha      | Sede                                  | Rival    | Marcador | Resultado | Torneo                                   |
| --- | ---------- | ------------------------------------- | -------- | -------- | --------- | ---------------------------------------- |
| 1   | 19-9-2003  | Baréin                                | Baréin   | 3–4      | 3–4       | Amistoso                                 |
| 2   | 8-2-2004   | Beirut, Líbano                        | Baréin   | 2–1      | 2–1       | Amistoso                                 |
| 3   | 10-10-2009 | Rasmee Dhandu Stadium, Malé, Maldivas | Maldivas | 2–1      | 2–1       | Clasificación para la Copa Asiática 2011 |